# Danmarks Tekniske Universitet
 "DTU" omdirigeres hertil. For andre betydninger af DTU, se DTU (flertydig).
Danmarks Tekniske Universitet eller DTU (engelsk: Technical University of Denmark) (tidligere Den Polytekniske Læreanstalt) er en selvejende statslig uddannelses- og forskningsinstitution, der uddanner af civilingeniører og diplomingeniører og bedriver forskning i ingeniørvidenskab. Desuden udbydes et omfattende flerstrenget efteruddannelsesprogram.
DTU har ca. 12.000 studerende og ca. 5.900 ansatte.
Sammen med École Polytechnique in Paris, École Polytechnique Fédérale de Lausanne, Technische Universiteit Eindhoven, Technische Universität München og Technion – Israel Institute of Technology er DTU medlem af EuroTech Universities Alliance.

## Historie
Den 27. januar 1829 medvirkede bl.a. fysikeren H.C. Ørsted til oprettelsen af Den Polytekniske Læreanstalt, under Københavns Universitet. Kun to uddannelser som cand. polyt. blev udbudt i starten, nemlig anvendt naturvidenskab (i dag kemiretningen) og mekanik (i dag produktion og konstruktion/maskin).
Til 1889 havde læreanstalten lokaler i Studiestræde 35, herefter i J.D. Herholdts kompleks i Sølvgade ved Botanisk Have i København som i 1930 blev udvidet med et anlæg i Øster Voldgade ved arkitekt C.O. Gjerløv-Knudsen. Pladsen blev for trang, så i 1962-1974 flyttede institutionen til Lundtoftesletten ved Lyngby.
Navnet Danmarks Tekniske Højskole (DTH) blev første gang officielt benyttet i 1933 og ændret i 1994 til Den Polytekniske Læreanstalt Danmarks Tekniske Universitet som i daglig tale forkortes til Danmarks Tekniske Universitet eller initialerne DTU.
I 1957 oprettede læreanstalten Danmarks Ingeniørakademi (DIA), da uddannelseskapacitet til civilingeniør var for lav, og introducerede dermed akademiingeniøruddannelsen, som blev til diplomingeniøruddannelsen.
I 1995 blev DTH/DTU fusioneret med Danmarks Ingeniørakademi og Helsingør Teknikum og i 1997 udvidet med Ingeniørhøjskolen Sydsjælland i Haslev.
Den 1. januar 2007 blev DTU fusioneret med fem sektorforskningsinstutioner :
- Forskningscenter Risø – forsatte en tid som selvstændig enhed
- Danmarks Fødevareforskning – omdannet til 2 institutter
- Danmarks Rumcenter – lagdes sammen med rumforskningsdelen af Ørsted•DTU til et nyt institut
- Danmarks Fiskeriundersøgelser – omdannet til et institut
- Danmarks Transportforskning – omdannet til et institut

I 2015 oplevede DTU er stigning i antallet af ansøgninger til diplomingeniørstudiet på 172 procent. I 2021 meddelte DTU, at DTU og RUC vil oprette campus på Lolland.
I januar 2024 meddelte DTU, at kunstig intelligens er velkommen i undervisningen.

## Ledelse
Universitets nuværende rektor er Anders Overgaard Bjarklev. Philip John Binning er dekan for kandidat- og Ph.d.-uddannelserne, mens Lars D. Christoffersen er bachelordekan.

## International placering
På Times Higher Education Supplement (THES) rangliste udgivet i 2019 over verdens universiteter kom DTU ind som nummer 163 efter Aarhus Universitet (nr. 123) og Københavns Universitet (nr. 116).
I 2008 satte Times Higher Education DTU på 20. pladsen over verdens førende ingeniørvidenskabelige institutioner baseret på citeringsimpakt, svarende til en tredjeplads i Europa efter Max Planck-selskabet og ETH Zürich.
På Leiden Ranking 2010 er DTU placeret som nummer syv på top 100-listen over de højest rangerede europæiske universiteter målt på den såkaldte crown indicator.
I 2023 har EngiRank DTU som nr. 1 i 27 EU-lande.

## Internationalt samarbejde
Siden 2006 har DTU haft et samarbejde med Technische Universität München (TUM), EPFL i Lausanne og TU/e i Eindhoven under navnet EuroTech Universities. I 2018 blev samarbejdet udvidet med Technion i Haifa og Ecole Polytechnique i Paris.

## Størrelse
DTU's campus er opdelt i fire kvadranter, som i et koordinatsystem, og dækker et areal på ca. 1 km². Dette system er opdelt af en række kvadrantveje. Nils Koppels, Asmussens, Henrik Dams og Knuth-Wintherfeldts Allé i nord-sydgående retning og Anker Engelundsvej der går øst-vest. De fire kvadranter er tildelt en af de fire hovedretninger inden for ingeniørkunsten; Bygning, Kemi, Elektronik og Maskin. Senere er der kommet flere underretninger til, såsom IT, der er en udspringer af elektronikretningen, eller Design & Innovation som udspringer af Maskin-retningen.
- 1. kvadrant huser primært bygningsretningen, miljøretningen, trafikretningen og administrationsbygningen.
- 2. kvadrant huser primært kemiretningen, bioretningerne og en sportsplads.
- 3. kvadrant huser primært elektronikretningen, fysik, informatik og matematik samt kollegier.
- 4. kvadrant huser primært maskin- og designretningen, derudover ligger her kollegier, Netto[18], Campus Service (tidl. Teknisk Forvaltning) og kraftvarmeværk.

DTU Diplom er placeret i Ballerup hvor størstedelen af diplomingeniøruddannelserne er placeret.

## Institutter
Universitetets kerneydelser dvs. uddannelse, forskning, innovation og myndighedsbetjening varetages af institutterne inden for hver deres faglige felt. DTU har (januar 2008) 22 institutter. Den 1. januar 2008 gennemførte DTU en omdøbning af alle institutter for at fremstå som et samlet universitet efter fusionen i 2007.
- DTU Aqua, Institut for Akvatiske Ressourcer
- DTU Bioengineering, Institut for Bioteknologi og Biomedicin
- DTU Biosustain, The Novo Nordisk Foundation Center for Biosustainability
- DTU Compute, Institut for Matematik og Computer Science
- DTU Construct, Institut for Byggeri og Mekanisk Teknologi
- DTU Electro, Institut for Elektroteknologi og Fotonik
- DTU Energi, Institut for Energikonvertering og -lagring
- DTU Engineering Technology, Institut for Ingeniørteknologi og -didaktik
- DTU Entrepreneurship, Center for entrepreneurskab i teknologi
- DTU Physics, Institut for Fysik
- DTU Fødevareinstituttet, Fødevareinstituttet
- DTU Kemi, Institut for Kemi
- DTU Kemiteknik, Institut for Kemiteknik
- DTU Learn for Life
- DTU Management, Institut for Teknologi, Ledelse og Økonomi
- DTU Nanolab, Nationalt Center for Nanofabrikation og -karakterisering
- DTU Offshore, Danish Offshore Technology Centre
- DTU Skylab
- DTU Space, Institut for Rumforskning og rumteknologi
- DTU Sundhedsteknologi, Institut for Sundhedsteknologi
- DTU Sustain, Institut for Miljø- og Ressourceteknologi
- DTU Wind, Institut for Vind og Energisystemer

## Uddannelser
Blandt de ca. 5.000 medarbejdere er mere end halvdelen forskere, herunder knap 1.100 ph.d.-studerende. På uddannelserne går godt 9.000 bachelor- og kandidatstuderende. Der optages ca. 1.050 internationale studerende om året på engelsksprogede uddannelser. Desuden udbydes et flerstrenget efteruddannelsesprogram.

### Diplomingeniøruddannelser
- Arktisk Byggeri og Infrastruktur
- Byggeri og Infrastruktur
- Bygningsdesign
- Eksport og Teknologi
- Elektrisk Energiteknologi
- Elektroteknologi
- Fiskeriteknologi
- Fødevaresikkerhed og -kvalitet
- IT-elektronik
- IT og Økonomi
- Kemi- og Biotek
- Kemiteknik og International Business
- Maskinteknik
- Mobilitet, Transport og Logistik
- Proces og Innovation
- Produktion
- Softwareteknologi
- Sundhedsteknologi

### Civilingeniørretninger

#### Bachelor
- Bioteknologi
- Byggeteknologi
- Bygningsdesign
- Bæredygtig Energidesign
- Cyberteknologi (Netværksteknologi og IT)
- Design og Innovation
- Elektroteknologi
- Fysik og Ingeniørvidenskab
- General Engineering
- Geofysik og Rumteknologi
- Kemi og Teknologi
- Kunstig Intelligens og Data
- Kvantitativ Biologi og Sygdomsmodellering
- Matematik og Teknologi
- Medicin og Teknologi
- Produktion og Konstruktion
- Softwareteknologi
- Data Science & Management
- Teknisk biomedicin
- Vand, Bioressourcer og Miljømanagement
- Fødevarer og Ernæring
- Sundhed og Informatik

#### Kandidat
Følgende kandidatuddannelser bliver udbudt:
- Akvatisk Videnskab og Teknologi
- Anvendt kemi
- Autonome Systemer
- Avancerede Materialer og Sundhedsteknologi
- Bioteknologi
- Byggeteknologi
- Bygningsdesign (Architechtural Engineering)
- Bæredygtig Energi
- Business Analytics (Datadesign og Optimering)
- Design og innovation
- Elektroteknologi
- Farmateknologi
- Fototeknik
- Fysik og nanoteknologi
- Fødevareteknologi
- Geofysik og Rumteknologi
- Industriel Økonomi og Teknologiledelse
- Informationsteknologi
- Kemisk og Biokemisk Teknologi
- Kommunikationsteknologier og Systemdesign
- Konstruktion og mekanik
- Kvantitativ Biologi og Sygdomsmodellering
- Lyd og Akustisk Teknologi
- Matematisk Modellering og Computing
- Materiale - og Processteknologi
- Medicin og Teknologi
- Menneskeorienteret Kunstig Intelligens
- Miljøteknologi
- Olie-og Gasteknologi
- Teknologisk Entreprenørskab
- Transport og Logistik
- Vindenergi

## Rektorer
| Navn                      | Tiltrædelse       | Fratrædelse       |
| ------------------------- | ----------------- | ----------------- |
| Hans Christian Ørsted     | 27. januar 1829   | 13. marts 1851    |
| Johan Georg Forchhammer   | 13. marts 1851    | 14. december 1865 |
| Christian Gotfried Hummel | 14. december 1865 | 21. august 1872   |
| Carl Valentin Holten      | 5. september 1872 | 31. juli 1883     |
| Julius Thomsen            | 1. august 1883    | 31. januar 1902   |
| Gustav Adolph Hagemann    | 1. februar 1902   | 31. januar 1912   |
| Harald Immanuel Hannover  | 1. februar 1912   | 31. januar 1922   |
| Peder Oluf Pedersen       | 1. februar 1922   | 31. oktober 1941  |
| Anker Engelund            | 1. november 1941  | 31. maj 1959      |
| Eggert Knuth-Winterfeldt  | 1. juni 1959      | 31. januar 1975   |
| Flemming Woldbye          | 1. februar 1975   | 30. april 1977    |
| Peter Lawætz              | 1. maj 1977       | 30. april 1986    |
| Hans Peter Jensen         | 1. maj 1986       | 30. oktober 2001  |
| Lars Pallesen             | 1. november 2001  | 31. oktober 2011  |
| Anders Overgaard Bjarklev | 1. november 2011  | (nuværende)       |

## Æresdoktorer
Denne liste er ufuldstændig; hjælp gerne med at udfylde den.
Blandt æresdoktorerne er:
- Henry Louis Le Châtelier, 1921
- Niels Bohr, 1929
- Johannes Hjelmslev, 1929
- Poul Larsen, 1929
- H.C.V. Møller, 1929
- Valdemar Poulsen, 1929
- S.P.L. Sørensen, 1929
- Karl Meyer, 1933
- Paul Bergsøe, 1940
- A.R. Angelo, 22. maj 1954
- Niels Bjerrum, 22. maj 1954
- Anker Engelund, 28. oktober 1960
- Haldor Topsøe, 31. januar 1969
- Ove Nyquist Arup, 17. maj 1974
- Viggo Kjær, 17. maj 1974
- Anders Hald, 6. maj 1983
- Villum Kann Rasmussen, 3. maj 1991
- Craig R. Barrett, 2. maj 2003
- Cleve Moler, 30. april 2004
- Bengt Kasemo, 29. april 2005
- Richard W. Ziolkowski, 27. april 2012[21]
- Arthur D. Yaghjian, 23. april 2021[22]

Æresdoktorgraden blev indført 1921 og er tildelt omkring 76 gennem læreanstaltens historie.

## Alumni
Alumni fra Danmarks Tekniske Universitet er en lang række forskere og erhvervsfolk., heriblandt Haldor Topsøe, der har grundlagt kemivirksomheden af samme navn, dennes søn Henrik Topsøe, arkitekterne P.V. Jensen Klint, Eva og Nils Koppel, kemikeren Julius Thomsen kendt for opdagelsen af Thomsen-Berthelot-princippet, folketingspolitikeren Christian Poll og Johan Thomas Lundbye

### Nobelprismodtagere
Henrik Dam modtog nobelprisen i medicin i 1943 for sin opdagelse af K vitamin. Han var uddannet på Polyteknisk Læreanstalt i 1920, og blev ansat som professor i biokemi i 1941. I 2022 blev nobelprisen i kemi givet til Morten Meldal, der er uddannet kemiingeniør fra DTU "for udviklingen af klikkemi og bioortogonal kemi".
Henrik Pontoppidan modtog nobelprisen i litteratur i 1917. Pontoppidan tog adgangseksamen til Polyteknisk Læreanstalt i 1874, og
han nåede at tage første del af ingeniøreksamen i 1877. Han begyndte også anden del af studier i 1879, men droppede ud for at blive forfatter.
Derudover har en række ansatte eller andre med tilknytning til universitetet været nomineret til nobelpriser adskillige gange. Tre personer har været nomineret til nobelprisen i fysik; P.O. Pedersen (nomineret 16 gange), Valdemar Poulsen (nomineret 21 gang ) og Martin Knudsen (nomineret 13 gang). To personer har været nomineret til nobelprisen i kemi: S.P.L. Sørensen (nomineret 19 gange) og Johannes Brønsted (nomineret fire gange).

## Hædersbevisninger som uddeles af DTU
- Alex. Foss' Guldmedalje (etableret 1931)
- G.A. Hagemanns Guldmedalje (etableret 1933)
- A. Ostenfelds Guldmedalje (etableret 1959)
- Julius Thomsens Guldmedalje (etableret 1929)
- Bryggeriforeningens Guldmedalje (etableret 1964)

## Offentlig transport
Buslinjerne 180 181 190 150S 300S 15E 30E 40E standser ved DTU.